# フレンチ男爵
フレンチ男爵（英: Baron ffrench）は、イギリスの男爵、貴族。アイルランド貴族爵位。爵位と姓の頭文字は、小文字で「ffrench」と綴る。

## 歴史
フレンチ家はウィリアム征服王期のサー・セオフィルス・フレンチ(?-?)の係累で、アイルランド島ウェックスフォード地方を経てゴールウェイに定住したとされる。
その子孫チャールズ・フレンチ(?-1784)はその最晩年にあたる1779年にアイルランド準男爵位の（ゴールウェイ県におけるフレンチ城の）準男爵(Baronet, of Castle ffrench in County Galway)に叙せられた。チャールズが亡くなると、その息子トマスが準男爵位を継いだ。
また、チャールズの妻ローズ(?-1805)は、夫の死後の1798年にアイルランド貴族としてゴールウェイ県におけるフレンチ城のフレンチ女男爵(Baron ffrench, of Castle ffrench in the County of Galway)に叙せられた。彼女の死後、夫妻の息子トマスが準男爵位とともに爵位相続した。
2代男爵トマスの孫である4代男爵トマス(1810-1892)には男子がなかったため、爵位は弟のマーティンが継承した。 
5代男爵マーティン(1813-1893)は勅選弁護士を務めたほか、ティペラリー県治安主席判事を務めた。 
その息子の6代男爵チャールズ(1868-1955)には子がなかったため、甥のピーターがその後を襲った。その孫である9代男爵ロバック(1956-)がフレンチ男爵家現当主である。

## 一覧

### （フレンチ城の）準男爵（1779年）
- 初代準男爵サー・チャールズ・フレンチ （?-1784）
- 第2代準男爵・(第2代フレンチ男爵)サー・トマス・フレンチ （c. 1765-1814）（1805年にフレンチ男爵を継承）

### フレンチ男爵（1798年）
- 初代フレンチ女男爵ローズ・フレンチ （?-1805）
- 第2代フレンチ男爵トマス・フレンチ （c. 1765-1814）
- 第3代フレンチ男爵チャールズ・オースティン・フレンチ （1786–1860）
- 第4代フレンチ男爵トマス・フレンチ （1810–1892）
- 第5代フレンチ男爵マーティン・ジョセフ・フレンチ（1813–1893）
- 第6代フレンチ男爵チャールズ・オースティン・トマス・ロバート・ジョン・ジョセフ・フレンチ(1868-1955)
- 第7代フレンチ男爵ピーター・マーティン・ジョセフ・チャールズ・ジョン・フレンチ （1926–1986）
- 第8代フレンチ男爵ロバック・ジョン・ピーター・チャールズ・マリオ・フレンチ （1956-）

法定推定相続人は現当主の叔父であるジョン・チャールズ・メアリー・ジョセフ・フランシス・フレンチ閣下。

### 註釈
1. ↑  ジョージ3世はトマスがカトリック信者だったため、彼への叙爵を拒否した。[4]